# Limenária (Angístri)
Limenária, en grec moderne : Λιμενάρια , est un village de l'île d'Angístri, dans les îles Saroniques en Grèce.
Selon le recensement de 2011, la population du village compte 128 habitants.